# Aérodrome de Montargis - Vimory
L’aérodrome de Montargis - Vimory (code OACI : LFEM) est un aérodrome ouvert à la circulation aérienne publique (CAP), situé sur la commune de Vimory à 5 km au sud-ouest de Montargis dans le Loiret (région Centre-Val de Loire, France).
Il est utilisé pour la pratique d’activités de loisirs et de tourisme (aviation légère, hélicoptère, parachutisme, montgolfière et aéromodélisme).

## Histoire
L’aérodrome est géré par l’Agglomération montargoise et rives du Loing.

## Installations
L’aérodrome dispose de trois pistes en herbe orientées est-ouest (05/23) :
- une piste longue de 1 200 mètres et large de 50 ;
- une piste longue de 900 mètres et large de 80, réservée aux planeurs ;
- une piste longue de 300 mètres et large de 40, réservée aux ULM.

L’aérodrome n’est pas contrôlé. Les communications s’effectuent en auto-information sur la fréquence de 123,350 MHz. Il est agréé avec limitations pour le vol à vue (VFR) de nuit.
L’avitaillement en carburant (100LL) est possible.

## Activités

### Loisirs et tourisme
- Aéroclub du Gâtinais
- ULM R'Lite
- Centre de vol à voile de Montargis
- Hélicentre
- Air Gâtinais : vol en montgolfière
- Club d'AéroModélisme du Gâtinais JeanMermoz

### Sociétés implantées
- Remi Brasselet EURL